# Rozanna Purcell
Rozanna Purcell, est un mannequin irlandais, née le 3 septembre 1990.
Rozanna a représenté l'Irlande au concours de Miss Univers le 23 août 2010 à Las Vegas, après avoir été élue Miss Lillie Bordello, un concours de beauté de son agence de top model,,.